# Ette (Fluss)
Die Ette ist ein mit ihrem längeren linken Oberlauf Tierbach zusammen etwa 16 km langer Bach auf der Hohenloher Ebene im Landkreis Schwäbisch Hall und dem Hohenlohekreis im nördlichen Baden-Württemberg. Der aus dem Zusammenfluss des linken Tierbachs und des rechten Eselsbachs bei Schrozberg-Ettenhausen entstehende Bach mündet bei Mulfingen-Talmühle von rechts und Nordosten in die mittlere Jagst.

## Name
Der Name ist eine Rückbildung aus dem Ortsnamen Ettenhausen.

## Geographie

### Quellbäche
Die Quellbäche der Ette entspringen nahe der Trasse der B 290 („Kaiserstraße“) zwischen deren Überquerung der Bahnstrecke Crailsheim–Königshofen nördlich von Blaufelden und Schrozberg-Riedbach. Der längste ist der Tierbach, dessen mündungsfernste Quelle etwa 1 km südöstlich von Blaufelden-Lenterweiler liegt. Von dort fließt der Tierbach zunächst als fast tallose Rinne südlich an Lentershausen vorbei, dreht dann aus ursprünglich westlicher in nordwestliche Richtung und tieft sich in die Ebene ein, durchquert Herrentierbach und läuft dann nach ca. 7 km mit dem von Osten zufließenden Eselsbach zusammen. Dieser entsteht seinerseits bei Schrozberg-Kälberbach und läuft erst westlich, dann nordwestlich, dann wieder westlich bis zum Zusammenfluss, er zeigt ähnliche Morphologie wie der Tierbach, hat wenig mehr Einzugsgebiet und ist etwa 2 km kürzer.

### Weiterer Verlauf

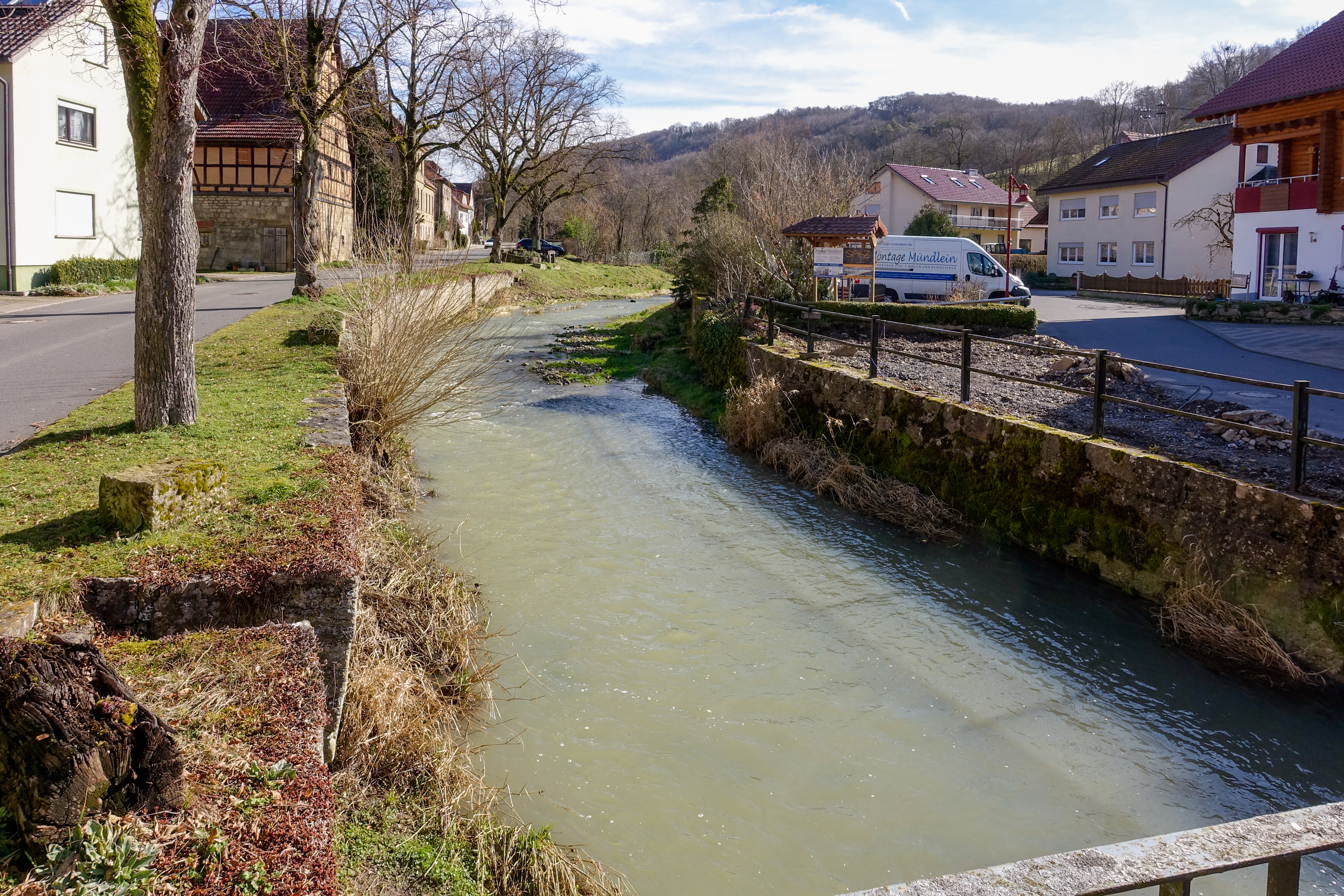
Ette im Frühjahr nach Tauwetter

Ab dem Zusammenfluss heißt der Bach Ette und biegt langsam nach Westen hin um. Zu Füßen von Schloss und Ortschaft Bartenstein durchquert der Bach bald deren Weiler Ettenhausen, nach einem Schwenk nach Westen erreicht er Mulfingen-Zaisenhausen, um wenig danach die letzten 3 km vor der Mündung in die Jagst bei Mulfingen-Bachmühle nach Südwesten zu verlaufen. Kurz vor der Mündung ist die Talrinne gegenüber den umgebenden Höhen um über 250 m eingetieft. Die Ette hat, den längeren linken Oberlauf Tierbach mitgerechnet, eine Länge von 16,0 km, vom Zusammenfluss von Tierbach und Eselsbach an gerechnet sind es 9,1 km.

### Einzugsgebiet
Das Einzugsgebiet der Ette, linksseitig relativ schmal, bildet eine nach Südwesten offene Sichel von etwa 43,2 km². Es grenzt im Norden an das der Tauber, im Nordosten und Osten an das des Tauberzuflusses Vorbach, im Südosten konkurriert der zur Brettach fließende Blaubach, von Süden über Westen bis Norden verläuft die Wasserscheide zumeist gegen kleinere Jagstzuflüsse.
Die Ette hat nur winzige linke Zuflüsse, die bedeutenderen rechten sind ab dem Zusammenfluss von Tier- und Eselsbach der Gütbach bei Bartenstein, der Pippibach bei Zaisenhausen und danach noch der Staigerbach.
Ausgenommen nur den oberen Teil des Tierbach-Teileinzugsgebietes, der im Unterraum Blaufelden-Gerabronner Ebene der Hohenloher und Haller Ebene liegt, gehört das ganze Einzugsgebiet naturräumlich zu den Kocher-Jagst-Ebenen, weit überwiegend zu deren Unterraum
Bartenstein-Langenburger Platten und nur mit dem Mündungszwickel zum Unterraum Mittleres Jagsttal.
Den Bach und sein Einzugsgebiet teilen sich die folgenden Gemeinden und Städte: der Bereich des Tierbachs gehört zur Gemeinde Blaufelden, das Gebiet des Eselsbaches und etteabwärts bis fast nach Zaisenhausen rechnet zur Kleinstadt Schrozberg (beide Landkreis Schwäbisch Hall), Zaisenhausen und das untere Ettetal liegen auf Mulfinger Gemarkung (Hohenlohekreis); die Kleinstadt Niederstetten (Main-Tauber-Kreis) besitzt nur einen kleinen Zwickel des Einzugsbereichs im Norden.

### Zuflüsse
Hierarchische Liste der Zuflüsse und  Seen von der Quelle zur Mündung. Gewässerlänge, Seefläche, Einzugsgebiet und Höhe nach den entsprechenden Layern auf der Onlinekarte der LUBW. Andere Quellen für die Angaben sind vermerkt.
Zusammenfluss der Ette etwa 0,9 km südsüdöstlich des kleinen Schrozberger Taldorfes Ettenhausen auf 385,4 m ü. NHN aus dem kürzeren rechten Eselsbach und dem längeren linken Tierbach.
- Eselsbach, rechter Oberlauf, 4,9 km und 10,6 km².[LUBW 4] Entsteht wenig nördlich der L 1022 gegenüber dem Schrozberger Weiler Kälberbach im Brühl auf etwa 468 m ü. NHN.[LUBW 1]
  -  Durchfließt auf etwa 465 m ü. NHN wenige Schritte von der Quelle einen Kleinweiher, deutlich unter 0,1 ha.
  -  Passiert auf etwa 458 m ü. NHN vor der Unterquerung der B 290 einen Weiher am rechten Ufer, 0,3 ha.
  - Zufluss aus dem Gewann See, von links auf etwa 452 m ü. NHN im westlichen Wasen, 0,6 km und 0,9 km². Entsteht am Südostrand der Waldinsel See auf etwa 459 m ü. NHN.
    -  Durchfließt auf etwa 456 m ü. NHN einen Waldweiher, deutlich unter 0,1 ha.

  - Kalkofenbach, von rechts auf etwa 427 m ü. NHN etwa 0,5 km nordnordwestlich und bachabwärts von Schrozberg-Heuchlingen, 2,6 km und 1,9 km². Entsteht auf etwa 476 m ü. NHN an den Straßenäckern südwestlich von Schrozberg-Zell. Oberlauf bis nach der B 290 unbeständig.
  - Riedbach, von rechts auf 419,5 m ü. NHN[LUBW 1] etwa 1,0 km südwestlich von Schrozberg-Riedbach unter der abgegangenen Burg Alt-Bartenstein, 2,8 km und 3,0 km². Entsteht auf etwa 467 m ü. NHN etwa 0,6 km westnordwestlich von Niederstetten-Weilerhof an der Höhe zwischen den Waldinseln Braunst und Erlen.
    -  Durchfließt auf knapp 457 m ü. NHN am Südostrand der Erlen im Gewann See einen Weiher, 0,6 ha.
- Tierbach, linker Oberlauf, 6,9 km und 10,2 km². Entsteht auf etwa 486 m ü. NHN südöstlich von Blaufelden-Lentersweiler im Osten der Waldinsel Buchholz vor dem Seeholz.
Zuflüsse siehe dort.
- Katzenbach, von rechts auf etwa 363 m ü. NHN am Westrand von Ettenhausen, 0,9 km und ca. 1,2 km².[LUBW 7] Entspringt auf etwa 425 m ü. NHN dem Katzenbrunnen in der Talmulde zwischen dem Ostrand von Schrozberg-Bartenstein und Schrozberg-Hornungshof.
- Gütbach, von rechts auf 356,1 m ü. NHN[LUBW 2] an der Kläranlage bei Schrozberg-Mittelmühle zu Füßen von Schloss Bartenstein, 2,9 km und 3,4 km². Entsteht auf etwa 467 m ü. NHN östlich von Schrozberg-Gütbach jenseits der B 290 am Rand des Pfundholzes. Oberlauf unbeständig.
  -  Etwa 0,1 km rechts des obersten Laufes liegt an der von der Bundesstraße nach Niederstetten-Sichertshausen abzweigenden K 2540 ein See in einem als Geotop ausgewiesenen[4] Steinbruch, 0,2 ha. Der Steinbruch wurde 1960 aufgegeben, nachdem in rund 15 Meter Tiefe ein Karstgerinne angeschnitten worden war. Das ausströmende Wasser flutete den Steinbruch innerhalb weniger Tage.[5]
- Durchfließt etwa 0,8 km östlich vor Mulfingen-Zaisenhausen ein Hochwasserrückhaltebecken mit Vorbecken, unter 0,1 ha und 1,2 ha.
- Pippibach, von rechts auf etwa 315 m ü. NHN in Zaisenhausen längs der Staigerbacher Straße, 4,0 km und 5,0 km². Entsteht auf etwa 454 m ü. NHN im Stockholz zwischen dem Niederstetten-Ermershausen und der Trasse der B 290 westlich davon.
  - Dörrlesbach, von rechts auf etwa 413 m ü. NHN etwa 1,2 km östlich von Mulfingen-Staigerbach, 1,7 km und ca. 0,9 km².[LUBW 7]
    -  Entsteht auf um 450 m ü. NHN im nördlichen Stockholz am Abfluss einiger Weiher von zusammen 0,5 ha. Fast auf ganzer Länge unbeständig.

  - Seebach, von links auf 391,9 m ü. NHN[LUBW 2] etwa 1,3 km südöstlich von Staigerbach, 1,6 km und ca. 1,2 km².[LUBW 7] Entsteht auf etwa 457 m ü. NHN bei Schrozberg-Zollhaus neben der B 290. Oberlauf unbeständig.
    -  Passiert auf etwa 450 m ü. NHN am Oberlauf einen Weiher am linken Ufer, unter 0,1 ha.
- (Zufluss aus dem Hangwald Weißau), von links auf etwa 312 m ü. NHN gegen Ende von Zaisenhausen, 1,3 km und ca. 1,4 km².[LUBW 7] Entspringt auf unter 415 m ü. NHN einer Quelle am Westende der Waldlichtung Neuebene. Erreicht schon vor Zaisenhausen die Ette-Aue und läuft an deren linkem Rand lange der Ette fast parallel.
- (Hangbach von der Hochebene), von links an der Mündung des vorigen, ca. 0,7 km[LUBW 8] und ca. 0,4 km².[LUBW 7] Entspringt auf etwa 425 m ü. NHN dem Honigbrunnen am Oberen Brand. Im Winkel zwischen diesem und dem vorigen Zufluss liegt in der Aue der Mariengartenbrunnen.
- Staigerbach, von rechts auf 298,2 m ü. NHN[LUBW 2] ungefähr am nördlichsten Punkt der Ette, 2,1 km und ca. 2,3 km².[LUBW 7] Entsteht auf rund 412 m ü. NHN etwa 0,1 km nördlich des Weilers Staigerbach vor dem Mönchswald.

Mündung der Ette auf 257,9 m ü. NHN kurz nach Passieren von Mulfingen-Bachmühle am Beginn des Naturschutzgebietes Riedhölzle und Jagstaue von rechts und Nordosten in die mittlere Jagst. Der kleine Fluss hat hier eine Länge von 9,1 km ab dem Zusammenfluss der Oberläufe, von 14,0 km ab der Quelle des rechten Eselsbachs und von 16,0 km ab der des linken Tierbachs. Sein Einzugsgebiet ist 43,2 km² groß.

## Geologie
Eselsbach wie Tierbach entstehen in der Lettenkeuper-Auflage (Erfurt-Formation) der Hochebenen rechts der mittleren Jagst und erreichen bald den Oberen Muschelkalk. Ab ihrer Westkurve unterhalb Bartensteins verläuft die Ette dann bis zur Mündung im Mittleren Muschelkalk. Auf wenigen Hochlagen am Rande des Einzugsgebietes liegt Lösssediment aus quartärer Ablagerung noch über dem Lettenkeuper. Einige kürzere Störungslinien im Gebiet verlaufen meist von Ostsüdost nach Westnordwest.
Unterer Tierbach und Eselsbach wie das Ettetal bis zum Erreichen des mittleren Muschelkalks bilden recht steile Täler mit mäßig oszillierenden Talmäandern, stellenweise sind sie sehr eng. Ab Bartenstein fließt die Ette dann bis zur Jagst in breiterem Tal mit steilen Hängen, die oft bis zur Talaue herunter bewaldet sind.

## Sehenswürdigkeiten und Bauwerke
- Ruine Alt-Bartenstein, etwa 1 km südwestlich von Riedbach, im Hangwald östlich über dem Eselsbachtal.
- Schloss und ehemalige Stadt Bartenstein, zwischen zwei einmündenden Seitentälern auf einem Bergsporn rechts über dem Fluss gelegen, eine in der Barockzeit erbaute gräfliche, später fürstliche Kleinresidenz.
- Zweibogige Steinbrücke über die Ette mit einer Figur des heiligen Nepomuk und Lourdesgrotte im Mulfinger Ortsteil Zaisenhausen.

Sehenswürdigkeiten und Bauwerke
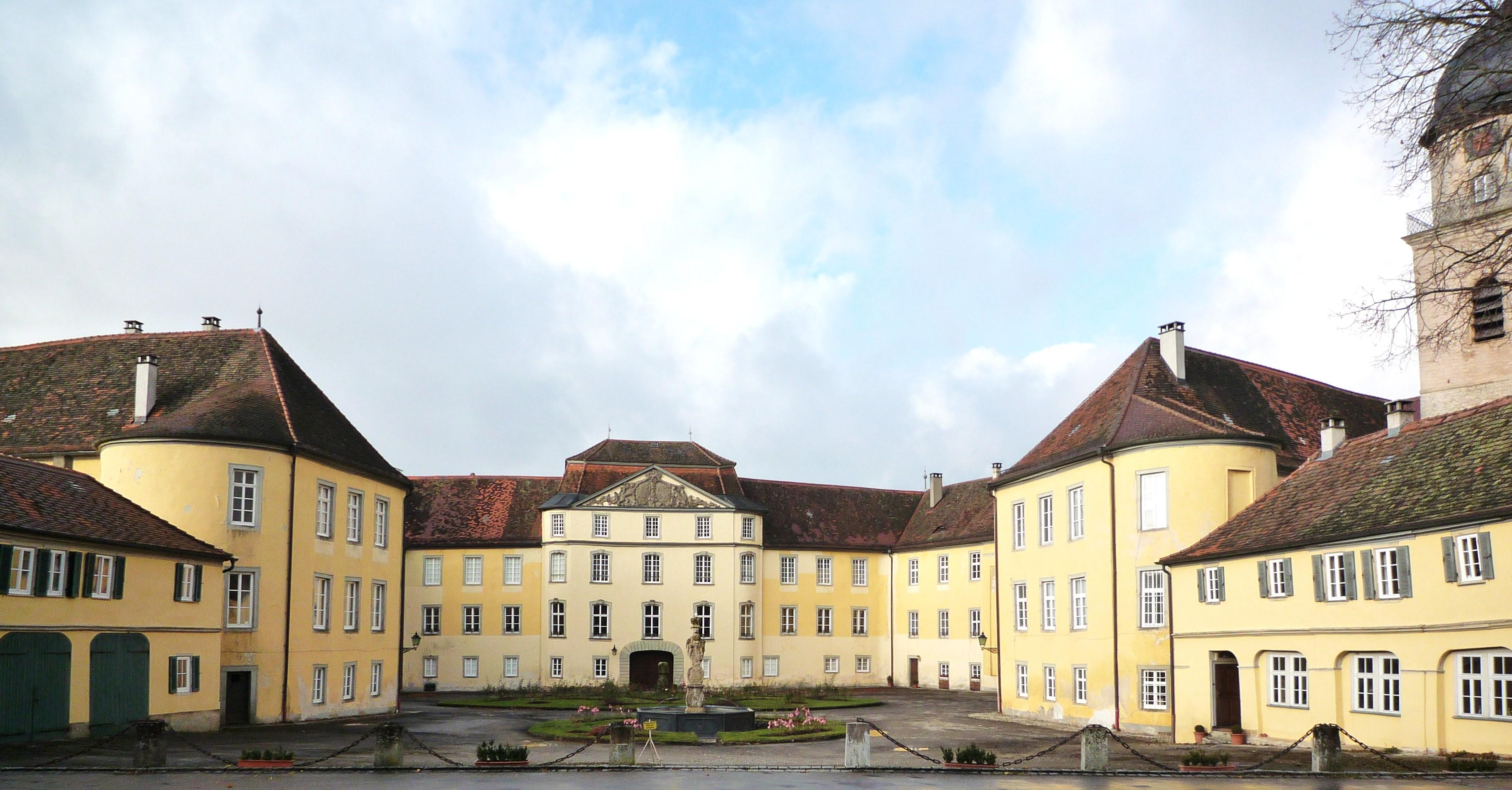
Schloss Bartenstein in Hohenlohe
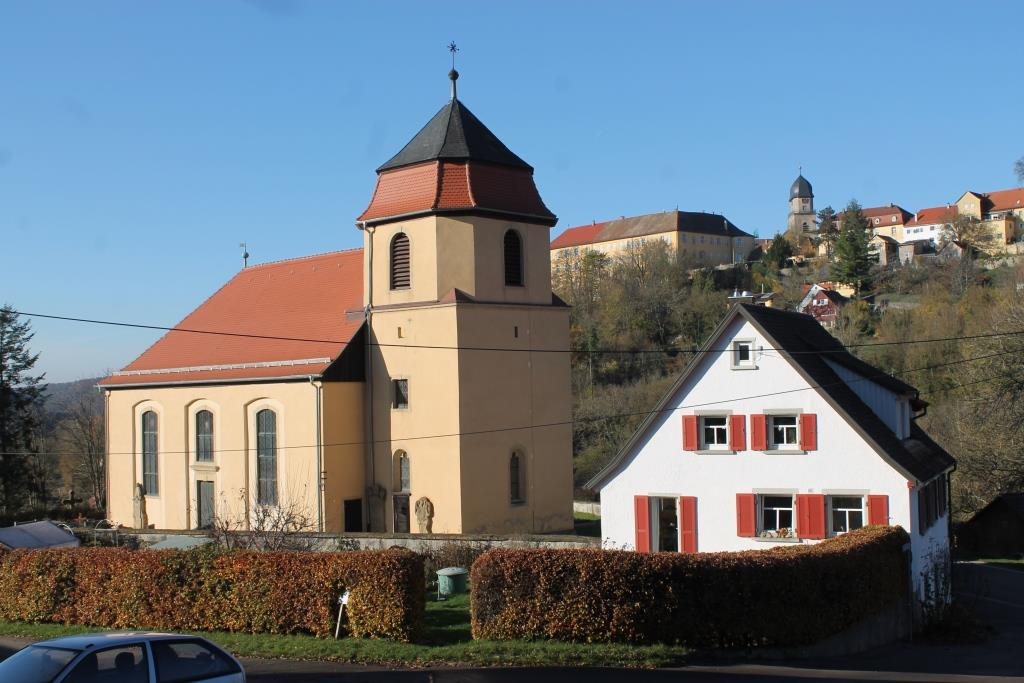
Die ev. Kirche im namensgebenden Ort Ettenhausen, im Hintergrund die barocke Residenzstadt Bartenstein
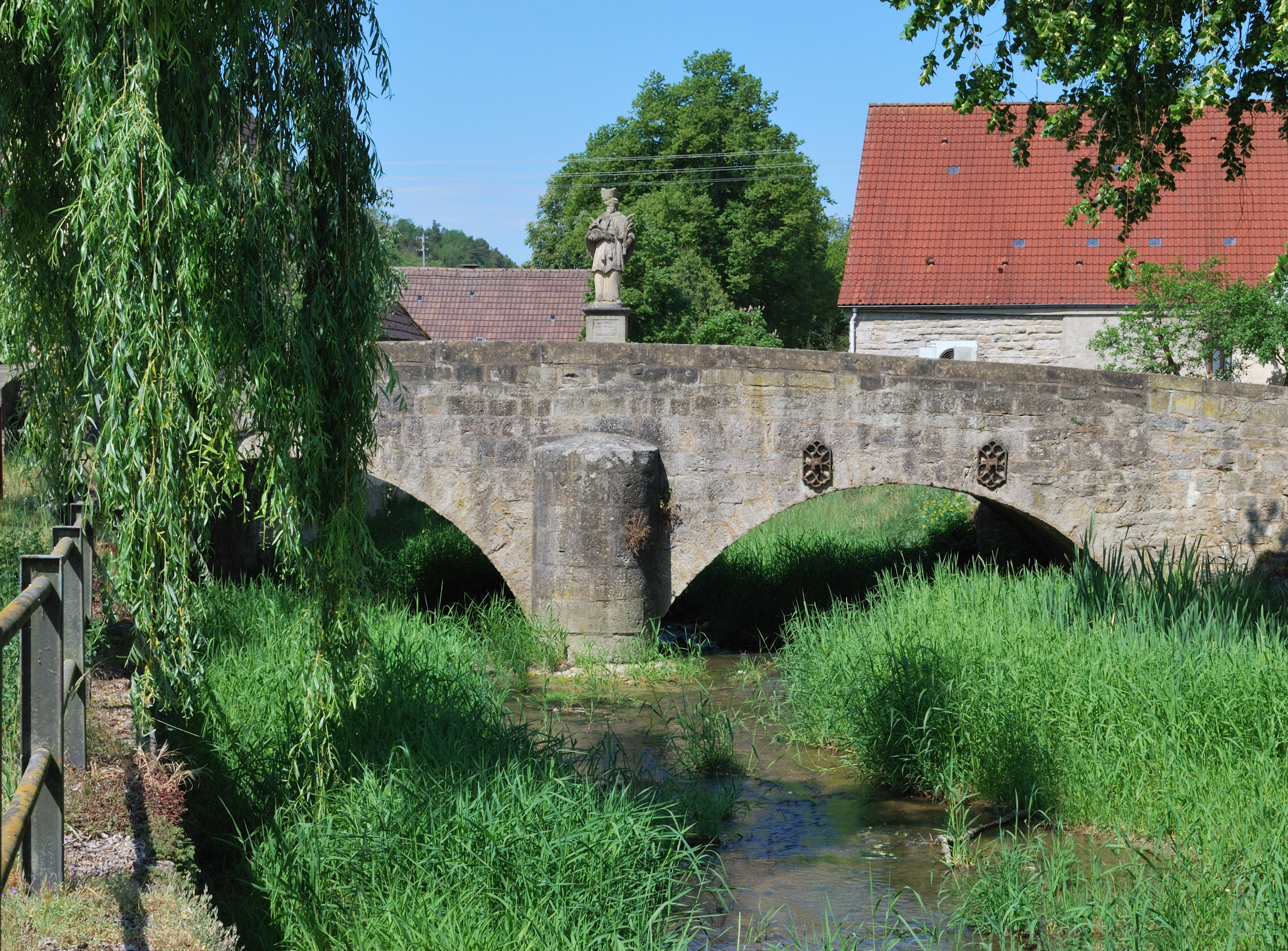
Nepomukbrücke Zaisenhausen

### LUBW
Amtliche Online-Gewässerkarte mit passendem Ausschnitt und den hier benutzten Layern: Lauf und Einzugsgebiet der Ette

Allgemeiner Einstieg ohne Voreinstellungen und Layer: Daten- und Kartendienst der Landesanstalt für Umwelt Baden-Württemberg (LUBW) (Hinweise)
1. 1 2 3 4 5  Höhe nach dem Höhenlinienbild auf dem Hintergrundlayer Topographische Karte.
2. 1 2 3 4 5 6  Höhe nach grauer Beschriftung auf dem Hintergrundlayer Topographische Karte.
3. 1 2 3 4  Länge nach dem Layer Gewässernetz (AWGN).
4. 1 2 3  Einzugsgebiet aufsummiert aus den Teileinzugsgebieten nach dem Layer Basiseinzugsgebiet (AWGN).
5. ↑  Seefläche nach dem Layer Stehende Gewässer.
6. ↑  Einzugsgebiet nach dem Layer Basiseinzugsgebiet (AWGN).
7. 1 2 3 4 5 6  Einzugsgebiet abgemessen auf dem Hintergrundlayer Topographische Karte.
8. ↑  Länge abgemessen auf dem Hintergrundlayer Topographische Karte.

### Andere Belege
1. ↑  Modellierte Werte nach Abfluss-BW Gewässerknoten MQ/MNQ
2. ↑  Albrecht Greule: Deutsches Gewässernamenbuch. Walter de Gruyter, Berlin / Boston 2014, ISBN 978-3-11-057891-1, S. 135, „Ette“ (Auszug in der Google-Buchsuche).
3. ↑  Wolf-Dieter Sick: Geographische Landesaufnahme: Die naturräumlichen Einheiten auf Blatt 162 Rothenburg o. d. Tauber. Bundesanstalt für Landeskunde, Bad Godesberg 1962. → Online-Karte (PDF; 4,7 MB)
4. ↑  Geotopbeschreibung Steinbruch bei Gütbach an der B 290 beim Landesamt für Geologie, Rohstoffe und Bergbau (PDF, 311 KB).
5. ↑  Thomas Schöber, Theo Simon: Hydrogeologie und Verkarstung im Taubergrund und in Osthohenlohe. Exkursion L am 2. April 2005. In: Jahresberichte und Mitteilungen des Oberrheinischen geologischen Vereins. N.F. 87(2005), S. 303–317, hier S. 308–310.
6. ↑  Geologie nach den Layern zu Geologische Karte 1:50.000 auf: Mapserver des Landesamtes für Geologie, Rohstoffe und Bergbau (LGRB) (Hinweise)